# 41. nordlige breddekreds
Den 41. nordlige breddekreds (eller 41 grader nordlig bredde) er en breddekreds, der ligger 41 grader nord for ækvator. Den løber gennem Europa, Middelhavet, Asien, Stillehavet, Nordamerika og Atlanterhavet.